# R Canum Venaticorum
Désignations
R Canum Venaticorum (R CVn) est une étoile variable de type Mira de la constellation des Chiens de chasse. Sa luminosité varie entre les magnitudes 6,5 et 12,9 sur une période d'environ 329 jours.